# Аберкромби, Лесли Патрик
Сэр Ле́сли Па́трик А́беркромби (6 июня 1879 года — 23 марта 1957 года) — английский архитектор и градостроитель. Кавалер Золотой медали Американского института архитектуры (1950).

## Биография
Родился в семье брокера из Манчестера. Один из девяти детей в семье. Обучался архитектурному мастерству в Манчестере и Ливерпуле. В 1915 году стал профессором проектирования городских застроек в Ливерпульской школе архитектуры, а позже профессором градостроительства в Лондонском университетском колледже. Победив в 1916 году в международном конкурсе по созданию плана реконструкции центра Дублина, Аберкромби приобрёл всемирную славу. Он принимал участие в перепланировке городов Плимут, Эдинбург, Борнмут и других городов Великобритании.
Сэр Патрик также принимал активное участие в создании Совета по охране сельских местностей Англии. Впоследствии, в декабре 1926 года, он стал его почётным секретарём.
После Второй мировой войны принял непосредственное участие в перепланировке Лондона, в том числе, создал проект «Большого Лондона» в 1944 году, который часто называют «План Аберкромби». Он включал в себя создание многочисленных парковых зон, переселение населения из густонаселённых районов в менее населённые (из расчёта 1000 человек на 4 акра), строительство восьми новых городов (New Towns) за пределами Большого Лондона.
В 1945 году получил звание сэра. Принимал активное участие в перепланировке Гонконга, строительстве столицы Эфиопии города Аддис-Абеба.
Был президентом Международного союза архитекторов (1946—1957). Преподавал в Ливерпульском и Лондонском университетах (1915—1935).
Умер в 1957 году.

## Публикации
- Sir Patrick Abercrombie, The Preservation of Rural England, Hodder and Stoughton Ltd, London, 1926.
- J. H. Forshaw and Patrick Abercrombie, County of London Plan, Macmillan & Co. 1943.
- Edwin Lutyens & Patrick Abercrombie, A Plan for the City & County of Kingston upon Hull, Brown (London & Hull), 1945.
- Sir Patrick Abercrombie, Revised by D.Rigby Childs, "Town and Country Planning", ThirdEdition, Oxford University Press, 1959, Reprinted 1961 and 1967.